# Kristina Ciroková
Kristina Ciroková (rozená Janderová, * 30. září 1978 Praha) je česká novinářka, v letech 2014–2020 reportérka pořadu 168 hodin vysílaného na České televizi. Od roku 2020 pracuje v redakci internetového zpravodajského serveru Seznam Zprávy.

## Život
V letech 1997 až 1999 pracovala jako reportérka v Mladé frontě DNES a následně v letech 1999 až 2001 jako reportérka v televizi TV3 (později TVD). V roce 2002 začala pracovat na televizní stanici Prima, kde byla do roku 2014 redaktorkou a dramaturgyní politického diskusního pořadu Partie.
V roce 2014 se stala zaměstnankyní České televize, kde začala působit jako reportérka pořadu 168 hodin. V říjnu 2019 se stala i jeho dočasnou moderátorkou, a to po dobu účasti Nory Fridrichové v desáté řadě televizní taneční soutěže StarDance.
Ve svých reportážích se často věnovala politickým tématům. Právě Cirokové odpověděl v lednu 2017 ministr financí Andrej Babiš na dotaz ohledně financí na nákupu dluhopisů Agrofertu slovy: „Proč bych vám měl sdělovat všechny moje příjmy? Sorry jako. Vy sdělujete někomu příjmy, nebo kdo tady sděluje příjmy za posledních dvacet dva let? Co vám je vůbec do toho?“. Opakovaně na ni útočili také politici z hnutí SPD.
V září 2020 přestoupila do redakce internetového zpravodajského serveru Seznam Zprávy.
Dne 4. května 2021 spolu s Jankem Kroupou publikovali v Seznam Zprávách článek „Svědectví: Hamáček chtěl v Moskvě vyměnit Vrbětice za milion Sputniků“, následující den Jan Hamáček oznámil, že na ně a redakci podá trestní oznámení.
V září 2024 byla slovenskou krajskou prokuraturou v Žilině stíhána kvůli podezření ze zločinu podpory a propagace hnutí směřujícího k potlačení základních práv a svobod kvůli svým reportážím a podcastům ohledně sekt, kterými měla podle žilinské prokurátorky Lucie Pavlaninové propagovat „antikultovní“ hnutí. Ciroková totiž koncem roku 2023 odhalila, že vůdce sekty AllatRa se skrývá na Slovensku. Toto náboženské hnutí zahájilo o několik měsíců později internetovou kampaň proti „antikultistům“. V říjnu 2024 deník SME odhalil, že sama Pavlaninová v minulosti otevřeně propagovala Tvořivou společnost, tedy projekt náboženského hnutí AllatRa. Ještě téhož měsíce ukončila Generální prokuratura Slovenské republiky stíhání Cirokové s tím, že skutek, pro který bylo zahájeno trestní stíhání, není trestným činem.
Kristina Ciroková obdržela Novinářskou cenu Nadace OSF za analyticko-investigativní žurnalistiku za rok 2024.